# Ngỗng hoàng đế

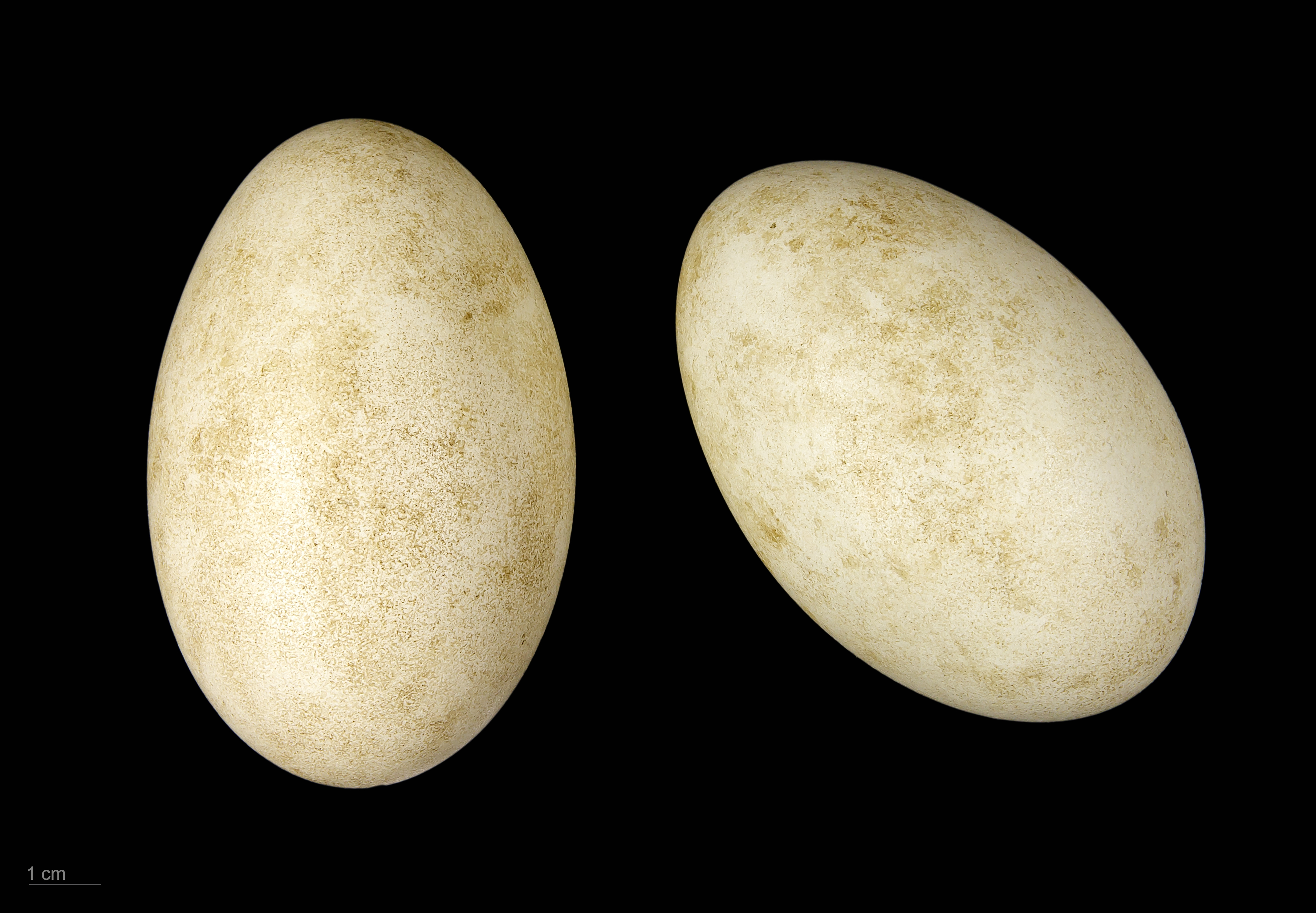
Anser canagicus

Ngỗng hoàng đế, tên khoa học Anser canagica, là một loài chim trong họ Vịt. Loài này sinh sản ở khu vực quanh biển Bering, chủ yếu ở Alaska, Hoa Kỳ, nhưng cũng có ở Kamchatka, Nga. Đây là loài di cư, nó trú đông chủ yếu ở quần đảo Aleut.
Bộ lông màu có xám-xanh biển khi trưởng thành và phát triển chiều dài tới 66–71 cm. Cá thể trưởng thành có lông cằm và lông cổ họng màu đen, mỏ màu hồng, chân màu vàng cam và đầu trắng, thường chuyển sang màu nâu đỏ vào mùa hè.